# The President

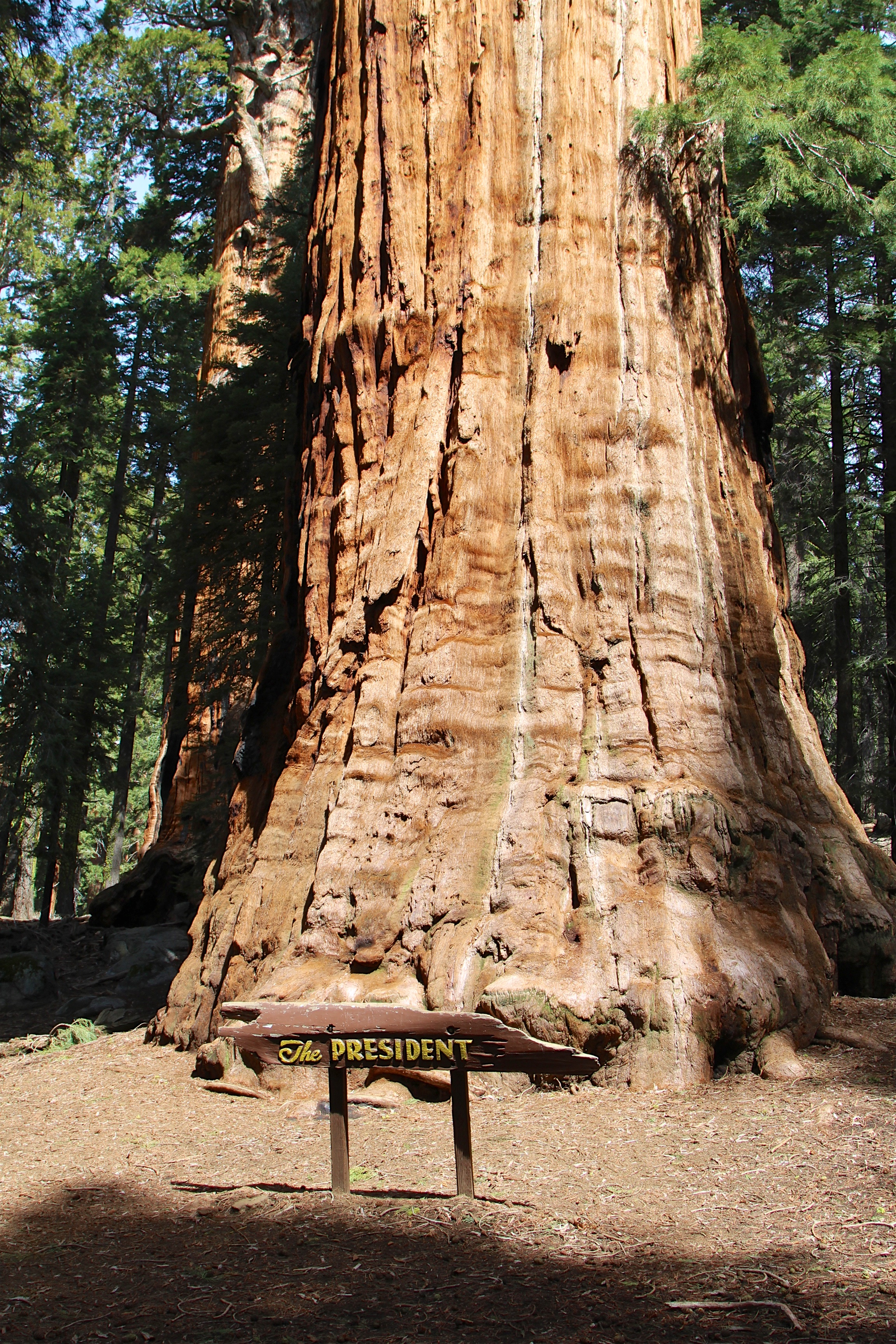
Stammbasis des President

The President Tree ist ein ungefähr 3200 Jahre alter Riesenmammutbaum (Sequoiadendron giganteum) im Giant Forest des Sequoia-Nationalparks auf knapp 2180 m Höhe am Westhang der Sierra Nevada nordöstlich von Visalia im US-Bundesstaat Kalifornien. Den Namen President erhielt der Baum 1923 im Gedenken an den im gleichen Jahr im Amt verstorbenen US-Präsidenten Warren G. Harding.

## Ausmaße
Der über 73 Meter (240,9 Fuß) hohe Baum hat am Boden einen Stammumfang von mehr als 28 Metern (93 ft) und ist mit einem Stammvolumen von rund 1280 Kubikmetern (45.148 cft) der drittgrößte lebende Riesenmammutbaum – nach dem General Sherman Tree (ca. 1490 m³) und dem General Grant Tree (ca. 1320 m³). Berücksichtigt man daneben auch die Krone, kann er mit seiner oberirdischen Masse von etwa 54.000 Kubikfuß (1530 m³) als zweitgrößter Baum der Erde gelten.
Im Rahmen des Langzeitbeobachtungsprojekts Redwoods and Climate Change Initiative wurde der Baum untersucht und detailliert vermessen. Der Durchmesser des Stamms beträgt am Boden über 8,2 m (27 ft), in Brusthöhe (BHD) über 7 m (23,1 ft), in 18 Meter Höhe 5,2 m (16,9 ft) und in 55 Meter Höhe noch 3,5 m (11,6 ft). Die obersten 12 Meter des Stamms sind nach einem Blitzeinschlag schon vor Jahrhunderten abgestorben. Die vier Hauptäste gehen in etwa 37 Meter Höhe vom Stamm ab, mit Durchmessern von 1,5 bis 2,5 m, und sind bis zu 18 m lang. Insgesamt hat der Baum über 500 Äste und Zweige, die eine Belaubung von etwa 2 Milliarden Nadeln tragen. Zur Fortpflanzung produziert er rund 82.000 Zapfen mit insgesamt etwa 16,4 Millionen Samen.
Zwar erreichte der Baum seine heutige Höhe bereits vor etwa einem Jahrtausend, doch nimmt sein Holzvolumen weiter zu: der Stammdurchmesser vergrößert sich und die Krone wird ausladender. Der jährliche Holzzuwachs steigt gar mit zunehmendem Alter, sodass mehr Kohlendioxid eingelagert wird und während der kurzen 6-monatigen Wachstumsperiode pro Saison derzeit fast ein Kubikmeter Holz zuwächst.

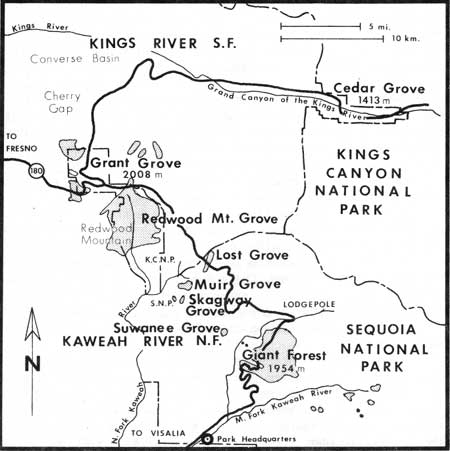
Lage des Giant Forest im Sequoia-Nationalpark

## Nachbarschaft
Im Giant Forest („Riesen-Wald“) des Sequoia-Nationalparks stehen nahe dem The President genannten Baum weitere imposante Exemplare uralter Riesenmammutbäume wie der 1928 nach Sequoyah benannte Chief Sequoyah Tree wenige Meter den Hang hinauf. Mehrere andere stehen in kleinen Hainen eng beieinander, so die Senate – nach dem Senat der Vereinigten Staaten – benannte Gruppe auf gleicher Höhe kaum 100 m entfernt und, etwas weiter entfernt hangabwärts, die House – nach dem Repräsentantenhaus – genannte Gruppe. Ein drei Kilometer langer beliebter Rundwanderweg, der sogenannte Congress Trail, verbindet sie miteinander und führt etwa 900 m nördlich bis an den General Sherman Tree.

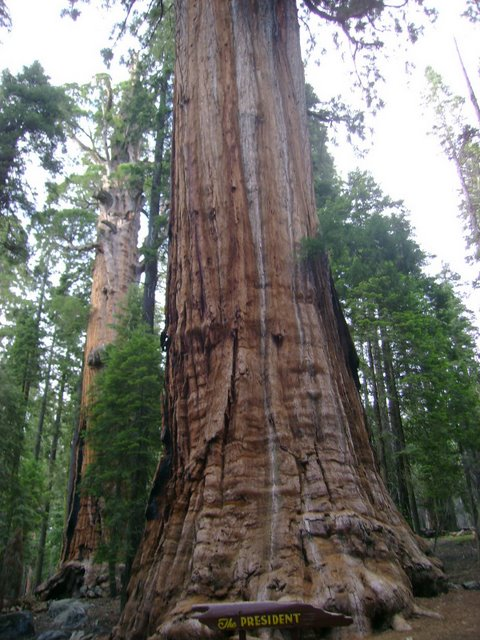
The President Tree
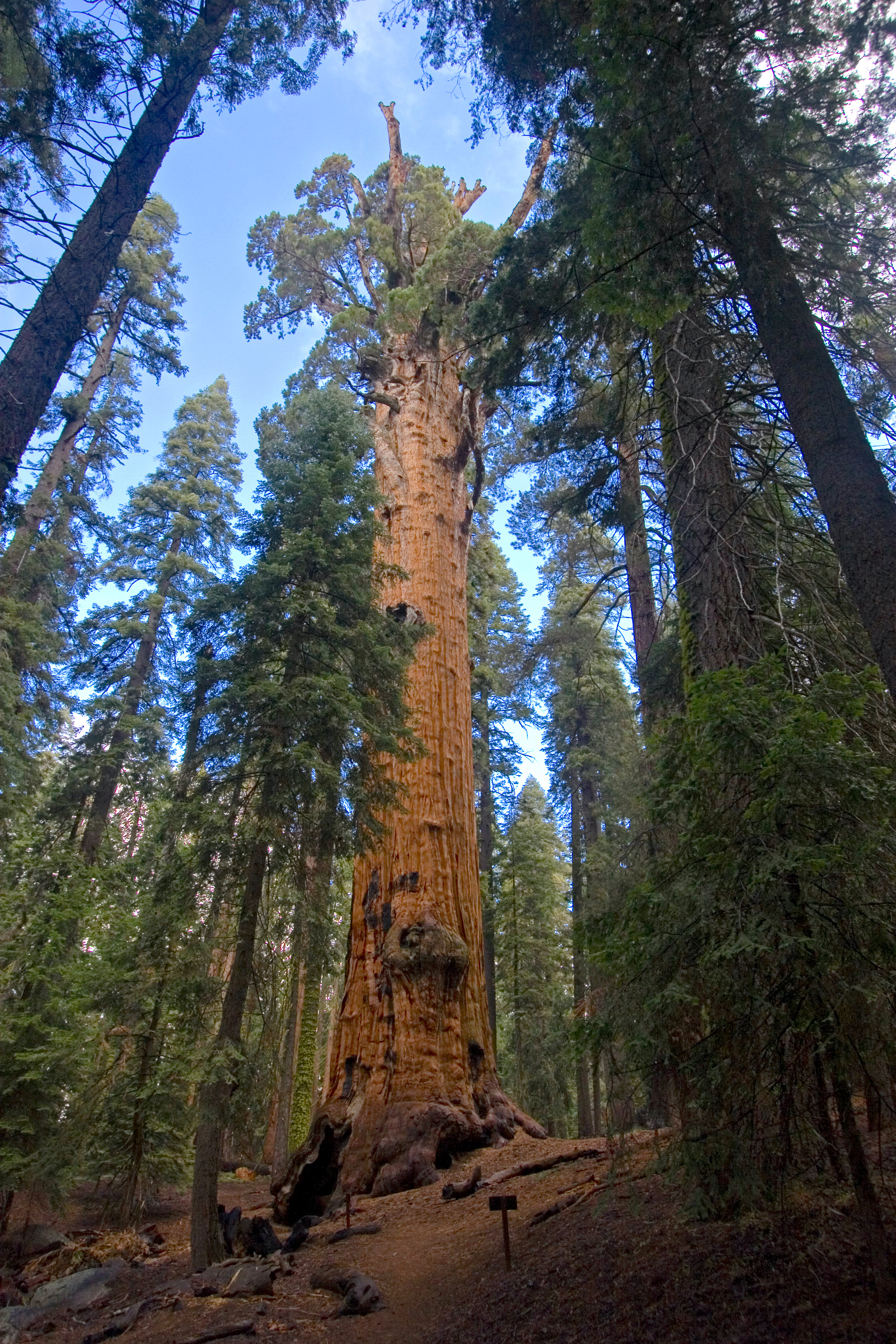
Chief Sequoyah Tree
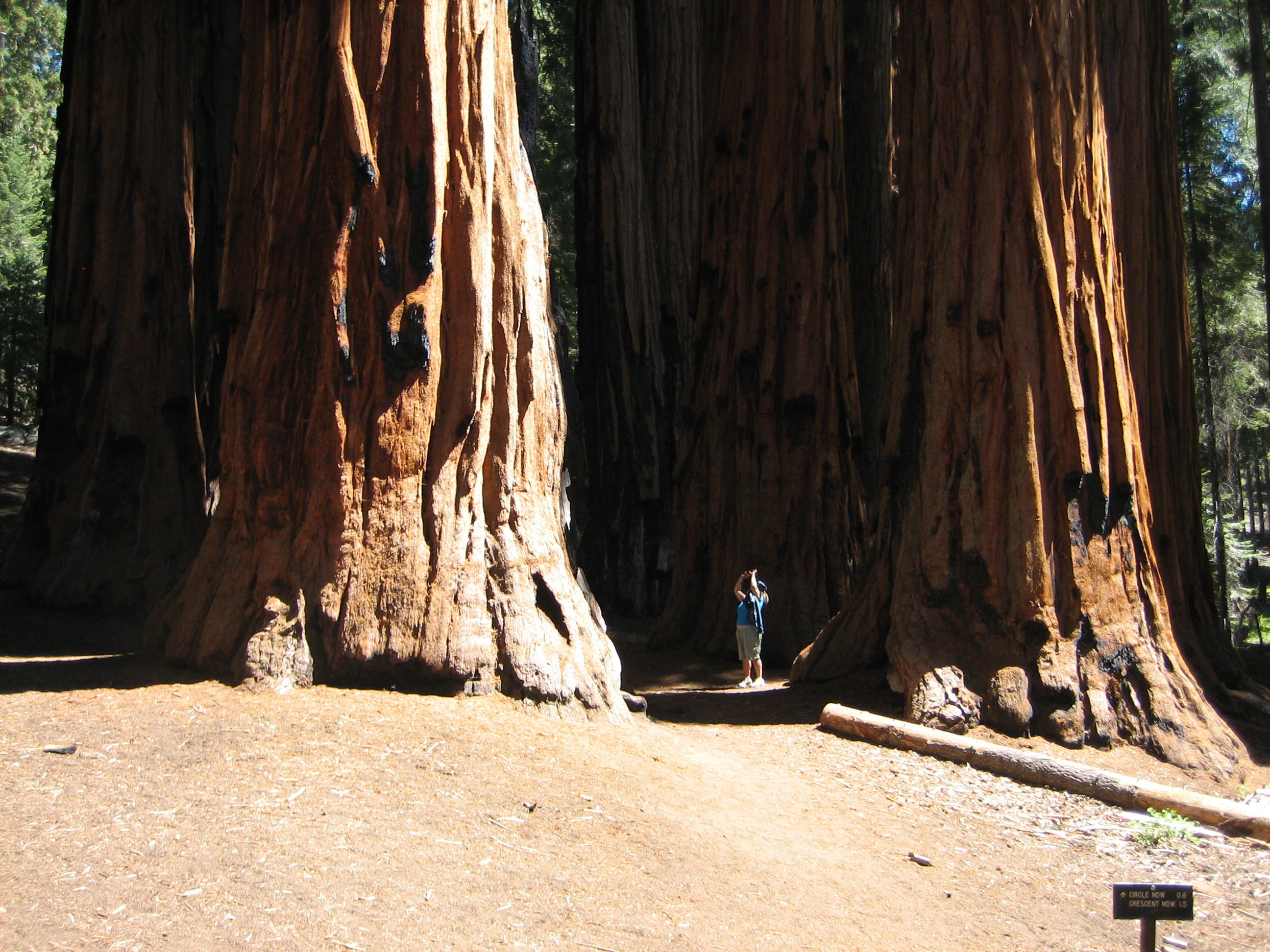
The Senate Group
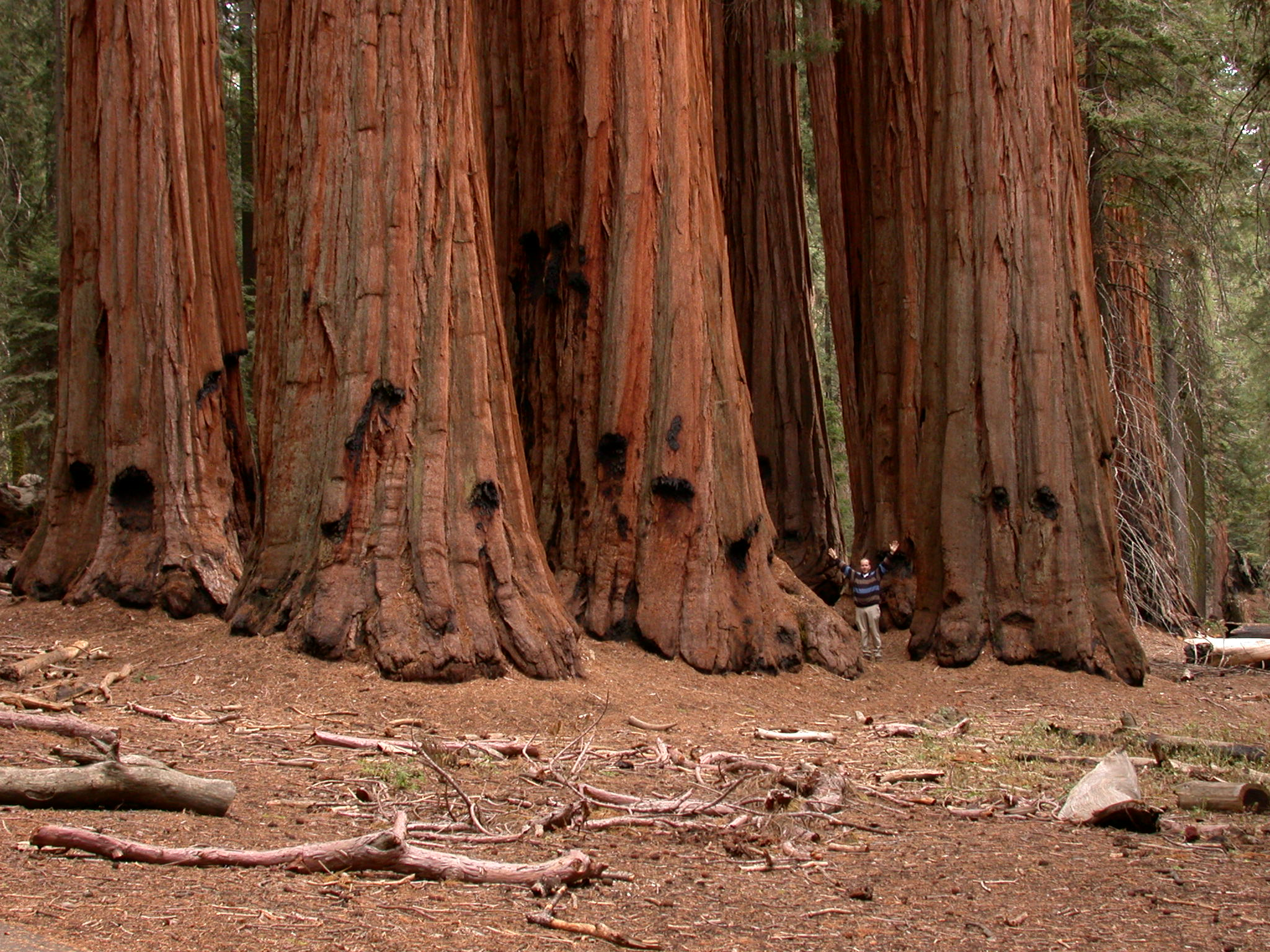
The House Group
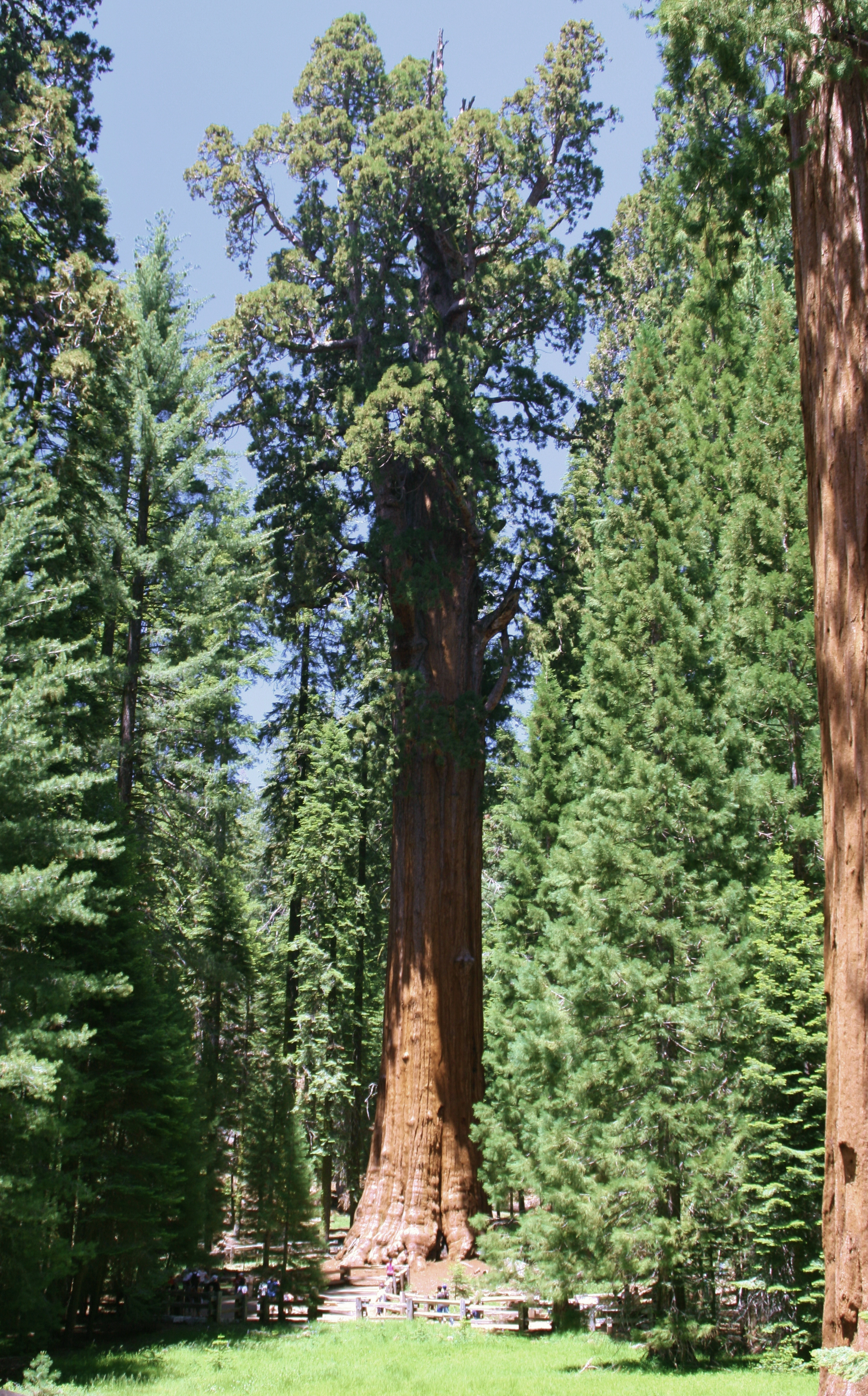
General Sherman Tree